# هندسة صيانة

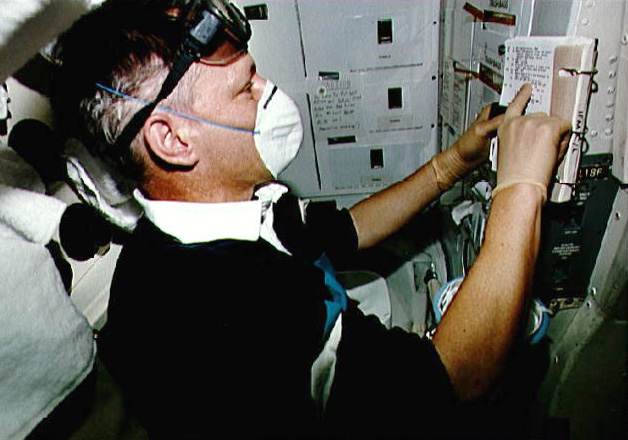

هندسة الصيانة هو فرع الهندسة الذي يدرس عمليات الصيانة والانهيارات في المواد والقطع التي تبنى منها الآلات.